# Ermitage de la Trinité-de-l'Hodigitria
L'ermitage de la Trinité-de-l'Hodigitria (Тро́ице-Одиги́триевская Зоси́мова пу́стынь) ou couvent Saint-Zossime (Зоси́мова во имя Святой Троицы и в честь Смоленской иконы Божией Матери «Одигитрия» пустынь) est un monastère orthodoxe pour femmes de l'Église orthodoxe russe situé dans le village de Zossimova Poustine (Ermitage de Zossime) de la municipalité de Novofiodorovskoïé dans le district administratif de Troïtsk de la Nouvelle Moscou. Il se trouve à 7 km du village de Iakovlevskoïé dans le raïon de Naro-Fominsk. Ce monastère a été fondé le 3 décembre 1826 par le moine Zossime (Verkhovski) dans l'ouïezd de Vereïa du gouvernement de Moscou.
De 1856 à 1918, c'était un couvent féminin de 2e classe avec le statut de monastère. Il est retourné à l'Église orthodoxe russe en 1999. Il fonctionne en tant que monastère depuis le 7 mars 2000. Son territoire administratif dépend depuis le 1er juillet 2012 de Moscou. Il faisait partie auparavant de l'oblast de Moscou.

## Histoire
La fondation de l'ermitage remonte au moine Zossime (Verkhovski) pour ses filles spirituelles qui devaient quitter le monastère Saint-Nicolas de Tourinsk. La nouvelle communauté bénéficie d'un terrain grâce au métropolite Philarète de Moscou en 1826 dans l'ouïezd de Vereïa, offert par Maria Bakhmetieva née princesse Lvova. La communauté placée sous la protection de l'Hodigitria devient monastère en 1856.
Après la Révolution d'Octobre, le monastère continue de vivre, mais comme un artel agricole et certaines moniales continuent à y travailler; mais il est fermé en mai 1929.
En 1967, il y avait un camp de pionniers pour les enfants des employés du métro de Moscou .
Une communauté orthodoxe y retourne en août 1999, comme filiale du monastère de Novodievitchi. Le 7 mars 2000, le Saint-Synode prend la décision de donner son indépendance au monastère Saint-Zossime.
le 23 juillet 2000 le fondateur Zossime est canonisé avec le rang de prépodobny.
Le 21 février 2012, l'ermitage est soumis canoniquement au patriarche Cyrille de Moscou et de toutes les Russies.
Le 2 mars 2017, quatre édifices sont donnés au monastère: une maison avec mezzanine, l'ancienne hôtellerie, l'ancien réfectoire et l'ancienne maison du prêtre de la fin du XIXe siècle. La restauration commence en août 2018.

## Supérieures
- Higoumène Véra (Verkhovskaïa) (1841-1869), nièce du fondateur
- Higoumène Athanassia (Katchalova) (1869-1881)
- Higoumène Magdalina (Verkhovskaïa) (1881-1901), petite-nièce du fondateur
- Higoumène Sophie (Bykova) (1901-1920)
- Higoumène Athanassia (Lepiochkina) (21 janvier 1920-1931)
- Higoumène Hélène (Konkova) (7 mars 2000-8 juillet 2011)
- Higoumène Faïna (Svetlana Vladimirovna Koulechova) (depuis le 8 juin 2011)

## Galerie

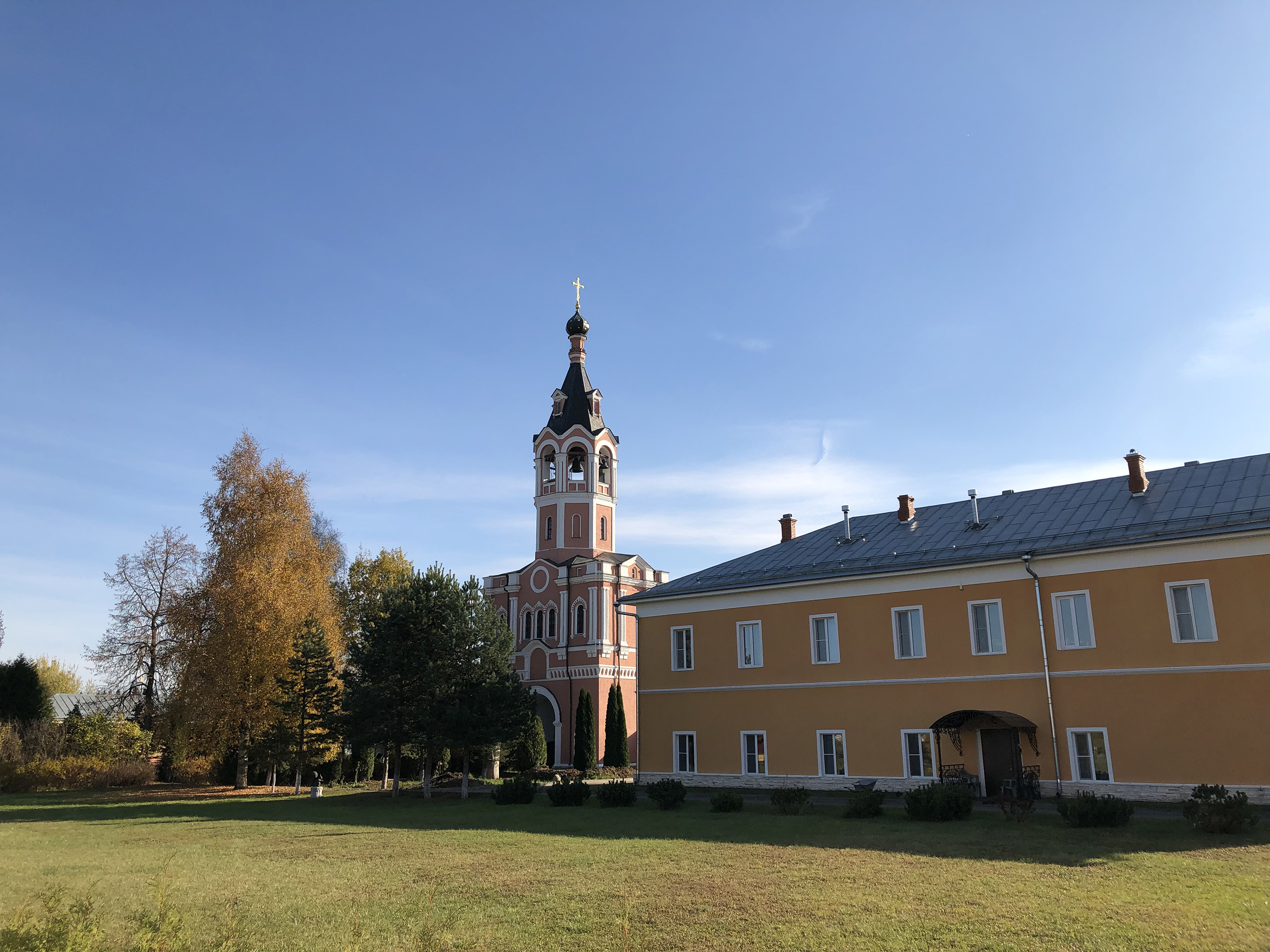
Vue du monastère.
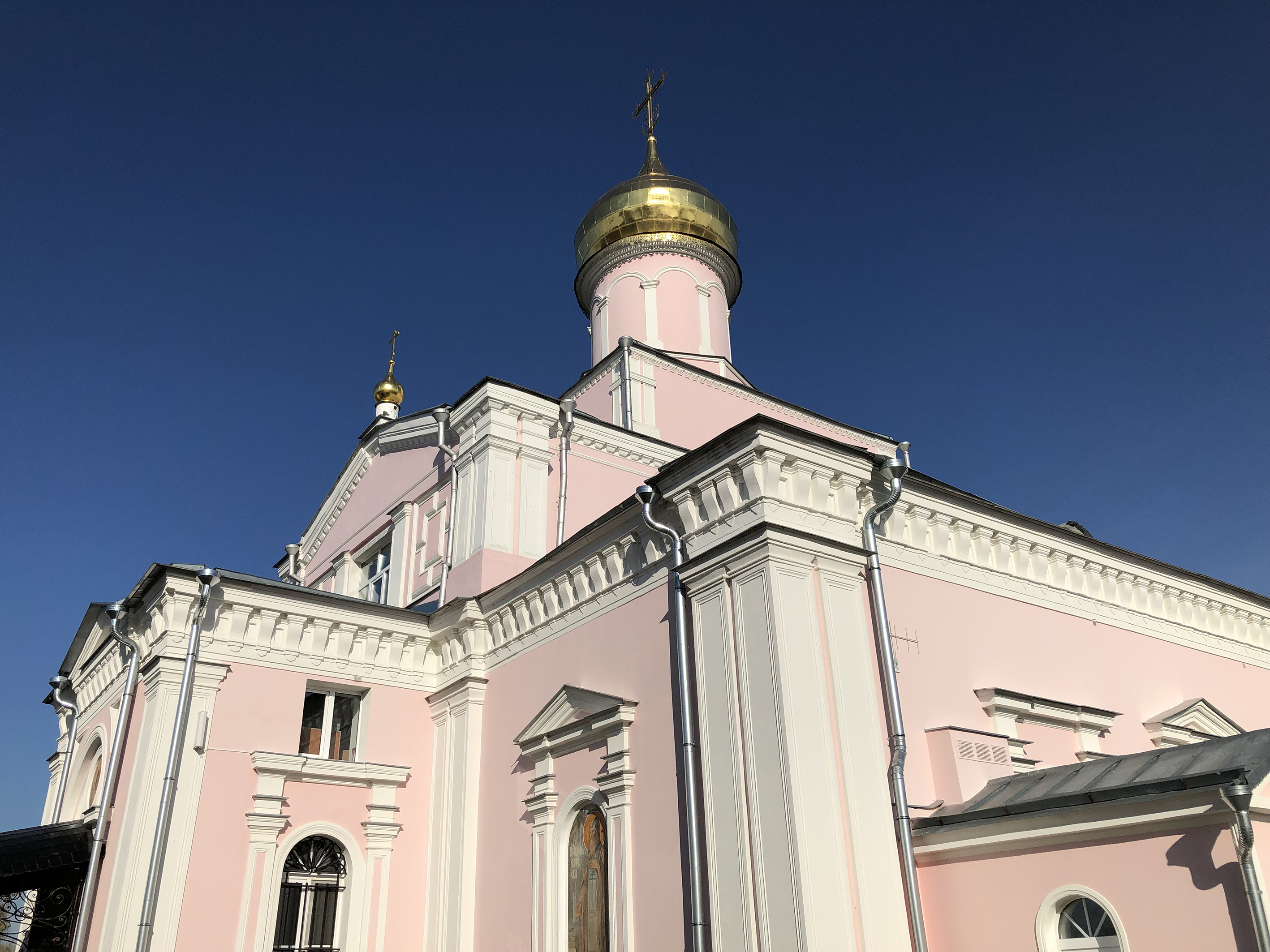
Catholikon de la Sainte-Trinité.
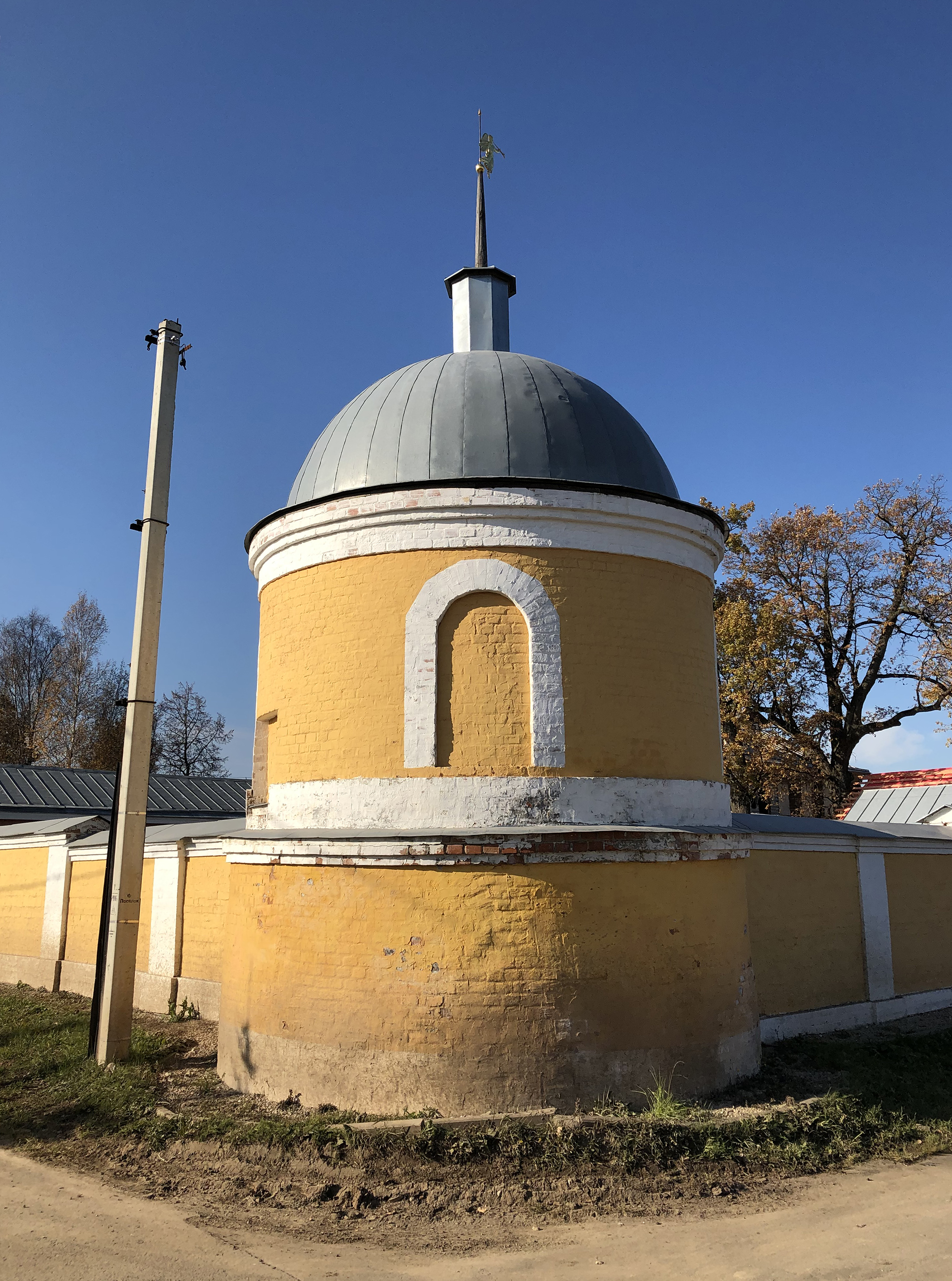
Tour d'angle.
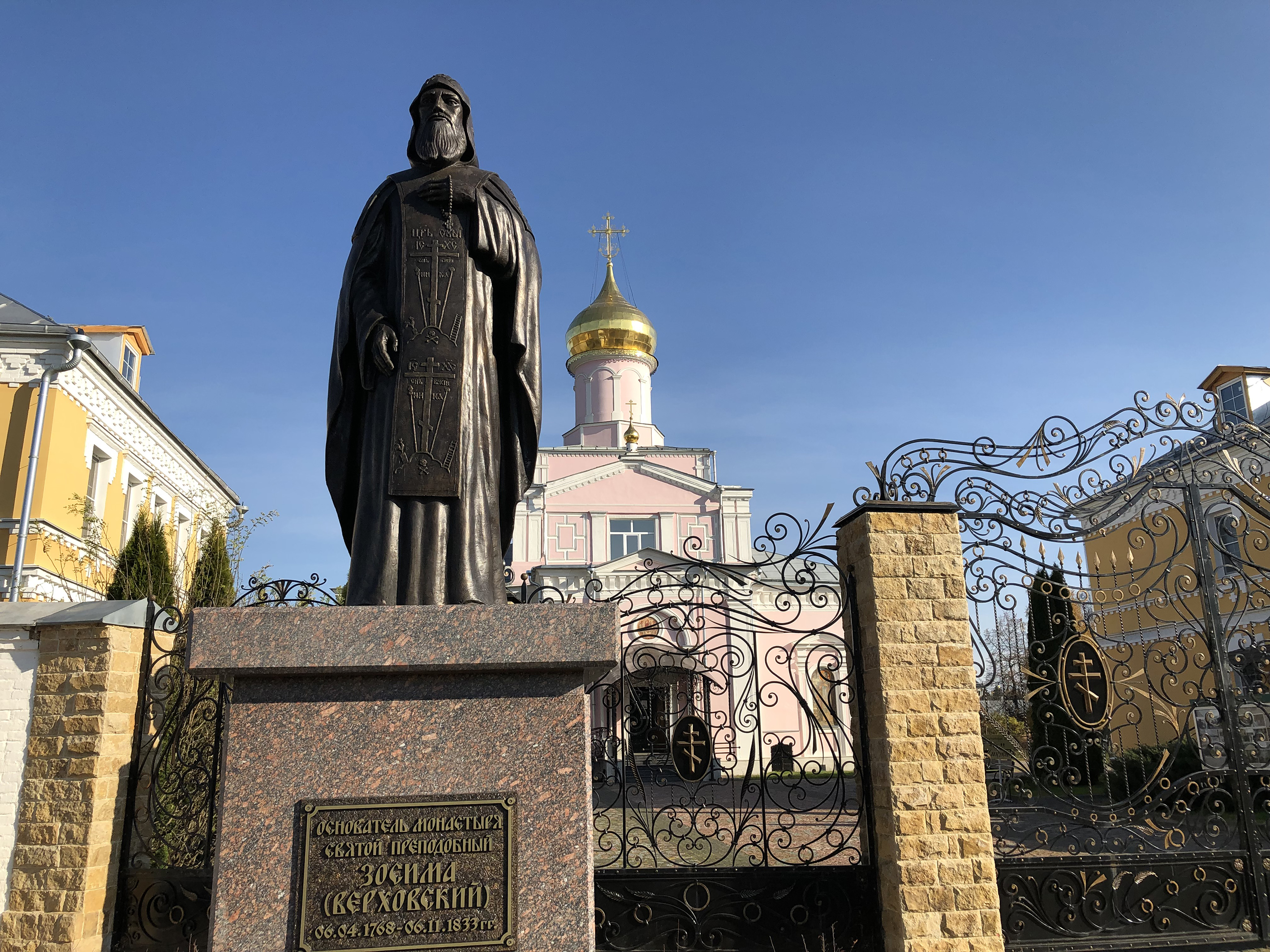
Statue de saint Zossime.
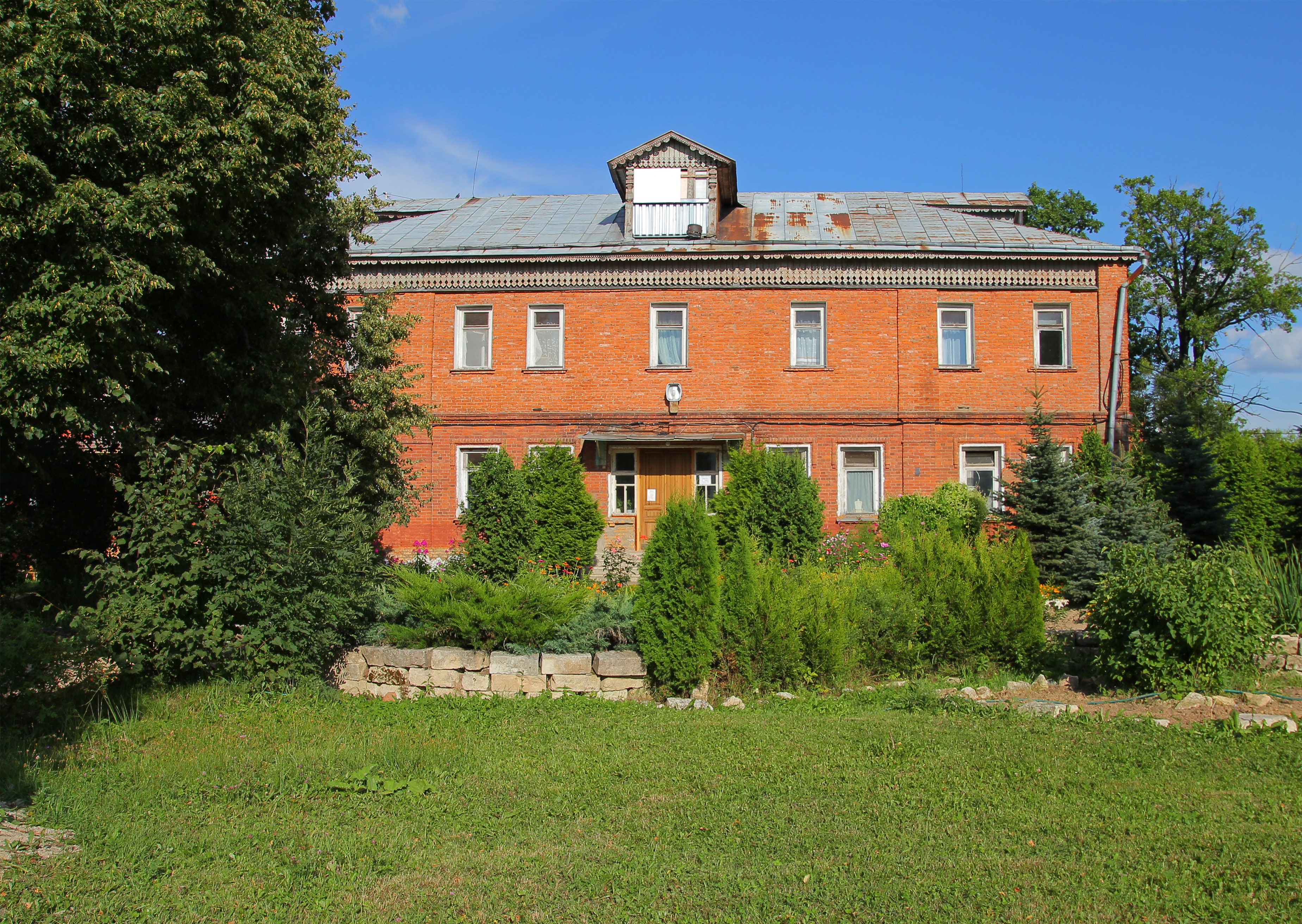
Un des bâtiments de l'ermitage.